# Szofiane Feguli
Szofiane Feguli (arabul: سفيان فيغولي) (Levallois-Perret, 1989. december 26. –) francia születésű algériai labdarúgó, aki középpályásként játszik. 2023-tól a Fatih Karagümrük csapatában játszik, valamint az algériai labdarúgó-válogatottban.

## Statisztika

### Góljai a válogatottban
|   | Időpont           | Helyszín                                                 | Ellenfél         | Gólok | Eredmény | Kiírás                                      |
| - | ----------------- | -------------------------------------------------------- | ---------------- | ----- | -------- | ------------------------------------------- |
| 1 | 2012. február 29. | Stade de l'Indépendance, Banjul Gambia                   | Gambia           | 1 - 2 | 1 - 2    | 2013-as afrikai nemzetek kupája (selejtező) |
| 2 | 2012. június 2.   | Stade Mustapha Tchaker, Blida Algéria                    | Ruanda           | 1 - 0 | 4 - 0    | 2014-es labdarúgó-világbajnokság-selejtező  |
| 3 | 2013. január 30.  | Stade Royal Bafokeng, Rustenburg Dél-afrikai Köztársaság | Elefántcsontpart | 1 - 0 | 2 - 2    | 2013-as afrikai nemzetek kupája             |
| 4 | 2013. március 26. | Stade Mustapha Tchaker, Blida Algéria                    | Benin            | 1 - 0 | 3 - 1    | 2014-es labdarúgó-világbajnokság-selejtező  |
| 5 | 2013. október 12. | Stade du 4-Août, Ouagadougou Burkina Faso                | Burkina Faso     | 1 - 1 | 3 - 2    | 2014-es labdarúgó-világbajnokság-selejtező  |
| 6 | 2014. június 17.  | Estadio Mineirão, Belo Horizonte Brazília                | Belgium          | 0 - 1 | 2 - 1    | 2014-es labdarúgó-világbajnokság            |

## Sikerei, díjai

### Klub
- Galatasaray
  - Süper Liga: 2017–18, 2018–19
  - Török kupa: 2018–19
  - Török szuperkupa: 2019

### Válogatott
- Algéria
  - Afrikai nemzetek kupája: 2019